# Petr Ivashko
Petr Anatolyevitch Ivashko (en biélorusse : Пётр Анатольевіч Івашка), né le 25 août 1971 à Sianno est un biathlète biélorusse aujourd'hui retraité. 

## Biographie
Il a obtenu trois titres mondiaux, dont un en relais en 1999 et deux dans la course par équipes en 1996 et 1997. Son meilleur résultat individuel en Coupe du monde est une douzième place.

## Palmarès

### Championnats du monde
| Mondiaux \ Épreuve    | individuel | Sprint | Poursuite                        | Départ en masse                  | Relais               | Course par équipes               |
| 1996 Ruhpolding       | -          | -      | Épreuve inexistante à cette date | Épreuve inexistante à cette date | -                    | Médaille d'or, monde             |
| 1997 Osrblie          | -          | -      | -                                | Épreuve inexistante à cette date | -                    | Médaille d'or, monde             |
| 1999 Kontiolahti Oslo | 57e        | 15e    | 22e                              | -                                | Médaille d'or, monde | Épreuve inexistante à cette date |
| 2000 Oslo             |            | 41e    | 40e                              | -                                | -                    | Épreuve inexistante à cette date |

Légende :

 : première place, médaille d'or

 : épreuve inexistante

— : pas de participation à cette épreuve

### Coupe du monde
- Meilleur classement général : 54e en 1999.
- Meilleur résultat individuel : 12e.